# Le Mont-Saint-Adrien
Le Mont-Saint-Adrien ist eine französische Gemeinde mit 648 Einwohnern (Stand 1. Januar 2022) im Département Oise in der Region Hauts-de-France. Die Gemeinde liegt im Arrondissement Beauvais und ist Teil der Communauté d’agglomération du Beauvaisis und des Beauvais-1.

## Geographie
Die Gemeinde liegt rund sieben Kilometer westlich von Beauvais, von dem sie der Staatswald Forêt Domaniale du Parc Saint-Quentin trennt. Zur Gemeinde gehört der Weiler Rôme. Nach Süden schließt das Gemeindegebiet an einem Steilhang zum Fond de Boyauval ab.

## Einwohner
| 1962 | 1968 | 1975 | 1982 | 1990 | 1999 | 2006 | 2011 |
| ---- | ---- | ---- | ---- | ---- | ---- | ---- | ---- |
| 211  | 257  | 321  | 440  | 472  | 626  | 587  | 597  |

## Verwaltung

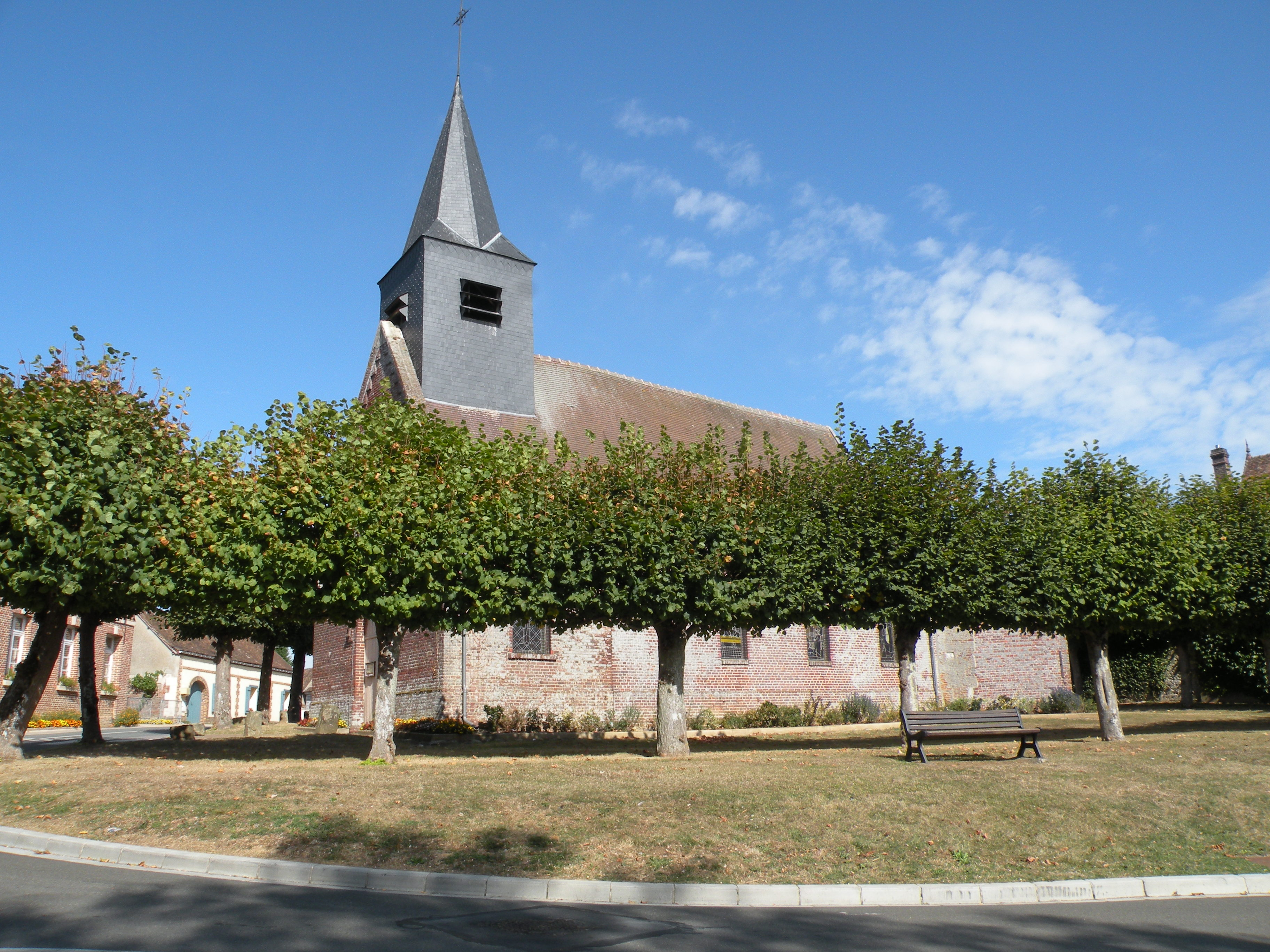
Kirche Saint-Adrien

Bürgermeister (maire) ist seit 1995 Jean-Luc Bracquart.

## Sehenswürdigkeiten
Siehe auch: Liste der Monuments historiques in Le Mont-Saint-Adrien
- Kirche Saint-Adrien[1]